# Lybiidae
Los libíidos (Lybiidae) son una familia de aves que contiene a los barbudos africanos. Estos solían ser incluidos en Capitonidae junto con sus parientes los barbudos sudamericanos y asiáticos, pero se ha confirmado que son tres linajes separados y solo los sudamericanos quedarían incluidos en Capitonidae[cita requerida]. Existen 42 especies de barbudos africanos y se encuentran en toda el África subsahariana, con la excepción del extremo suroeste de Sudáfrica.
Los barbudos terreros africanos forman la subfamilia Trachyphoninae, todos en el género Trachyphonus. Estos son las especies de barbudos que viven en campo más abierto, ocupando desde el sur del Sahara hasta Sudáfrica. El resto de los barbudos africanos se incluyen en la subfamilia Lybiinae, son arborícolas y  viven en hábitats que  van del bosque denso, como las especies del género tipo Lybius, al bosque y matorral como los remendones (del género Pogoniulus). La subfamilia Lybiinae tiene 36 especies en 6 géneros.

## Descripción y ecología
Los barbudos africanos suelen ser de alrededor de 20-25 cm de largo, de apariencia gruesa, con cabezas grandes, y sus picos gruesos flecados con cerdas; sin embargo los remendones (Pogoniulus) son más pequeños, llegando a medir el Pogoniulus atroflavus hasta sólo 9 cm de largo y 7g de peso.
Son fundamentalmente aves solitarias, que comen insectos y frutas. Son visitadas higueras y otras numerosas especies de árboles y arbustos frutales.
Un solo barbero puede alimentarse de hasta 60 especies diferentes en su hábitat. También visitan plantaciones para consumir frutas y vegetales cultivados. La fruta es comida entera y el material indigerible como los carozos de semillas son regurgitadas luego (a menudo antes de cantar). La regurgitación no suele ocurrir en el nido (como sucede con los  tucanes), aunque los remendones (Pogoniulus) si ponen semillas pegajosas de muérdago  alrededor de la entrada de sus nidos, posiblemente para ahuyentar predadores. Como otros barberos, pueden ser agentes importantes  en la dispersión de semillas en la selva tropical.
Además de frutas también consumen artrópodos , que cazan rebuscando en las ramas y troncos de los árboles. Atrapan un amplio espectro de insectos, incluyendo hormigas, cigarras, libélulas, grillos, saltamontes, escarabajos, polillas y mantis. También comen escorpiones y ciempiés, y unas pocas especies también comen pequeños vertebrados como lagartijas, ranas y gecos.
Los detalles precisos de la nidificación de muchas especies de barberos africanos no se conocen aún, aunque de forma peculiar entre los piciformes, algunas especies sociables anidan en los taludes fluviales o en nidos de termitas. Como muchos miembros de su orden, Piciformes, hacen sus nidos en huecos oradados en los árboles, y ponen de 2 a 4 huevos (excepto Trachyphonus margaritatus, o barbudo de pecho amarillo, que pone hasta 6) que incuban durante 13-15 días. Las atenciones al nido son compartidas por ambos progenitores.
Generalmente ha habido poca interferencia de los humanos. Algunas especies que requieren bosques primarios están declinando debido a la deforestación, lo que ocasionalmente beneficia a parientes cercanos. Por ejemplo, la eliminación de los bosques de las tierras altas de Kenia ha logrado la casi expulsión del remendón de bigote verde (Pogoniulus leucomystax o remendón verde bigotudo) y la expansión del rango del remendón de frente roja (Pogoniulus pusillus o remendón de frente roja).

## Sistemática
Subfamilia Lybiinae
- Género Gymnobucco (4 especies)
- Género Stactolaema (4 especies)

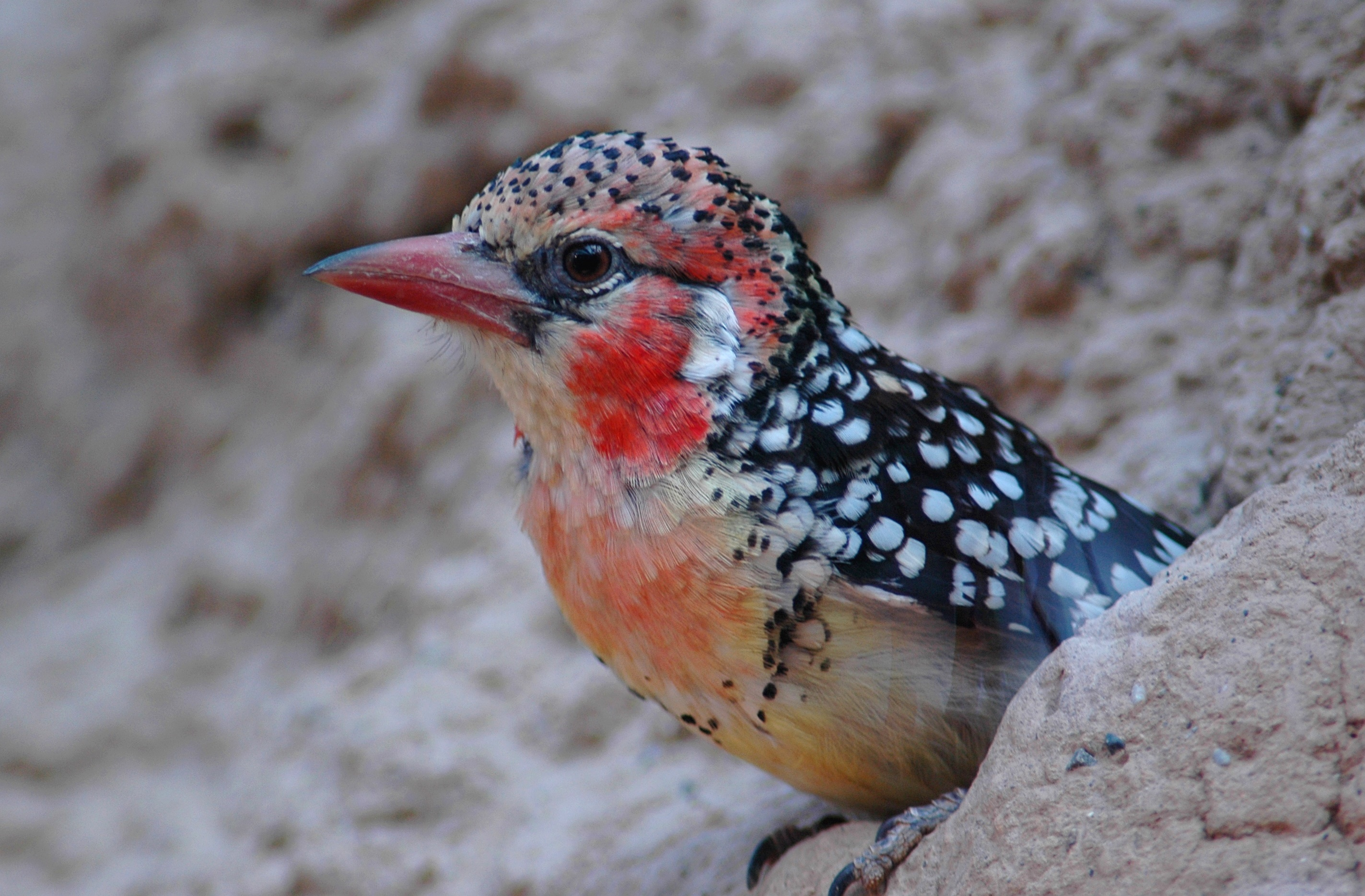
Barbudo cabecirrojo (Trachyphonus erythrocephalus).

- Género Pogoniulus – remendones (9 especies)
- Género Buccanodon – barbudo con machas amarillas
- Género Tricholaema (6 especies)
- Género Lybius (12 especies)

Subfamilia Trachyphoninae
- Género Trachyphonus (6 especies)

No está del todo resuelto si el género Capitonides de la Europa del Mioceno Temprano a Medio pertenece a esta familia o a los Megalaimidae (barbudos asiáticos). De hecho, Capitonides podría ocupar una posición más basal dentro de todo el clado de los tucán-barbudos, dado que estas aves prehistóricas se parecen a un tucán primitivo, sin los autoapomorfismos actuales de estas aves. Por otro lado, Capitonides  muestra  alguna similitud con Trachyphonus en particular y ha sido sinonimizado con este género, pero este cambio no es ampliamente aceptado.
El resto fósil "CMC 152", un carpometacarpo distal similar al de los barbudos y encontrado en una locación del Mioceno Medio en Grive-Saint-Alban (Francia) fue considerado diferente de Capitonides en la descripción inicial, siendo más cercano de l os actuales barbudos (presumiblemente del Viejo Mundo). Este fósil también es a veces incluido en Trachyphonus; lo que en este caso puede tener más mérito.
Restos fósiles supuestamente  de Pogoniulus del Mioceno Tardío fueron encontrados en Kohfidisch (Austria) pero no están todavía estudiados completamente. No está claro si pertenecen a géneros actuales pero dado su datación tan cercana bien podría ser así.